# Michael Rouleau
Michael Norman Rouleau (CMM, MSC, CD, (né le 4 juillet 1967) est un militaire canadien qui a atteint le grade de lieutenant-général dans l'armée canadienne. En juin 2021, il démissionne de son poste de vice-chef d'état-major de la Défense à la suite d'allégations de conflit d'intérêts.

## Biographie
Michael Norman Rouleau est né au Manitoba, Canada, le 4 juillet 1967.
Plus tard, il obtient un BA en sciences politiques de l'université du Manitoba. Par la suite, il complète une maîtrise en études de la Défense et une maîtrise en sécurité, gestion et politique de la Défense au Collège militaire royal du Canada.
À la mi-juin 2021, il démissionne de son poste de vice-chef d'état-major de la Défense lorsque la presse révèle qu'il a joué au golf avec Jonathan Vance, ancien chef de l'armée canadienne qui a démissionné en janvier 2021 à la suite d'allégations d'inconduite sexuelle. Avant sa démission, Rouleau était le chef de la police militaire de l'armée canadienne ; il supervisait donc les enquêtes menées sur des membres de l'armée. Dans sa lettre de démission, Rouleau écrit que la justice du Canada reconnaît « l’obligation de respecter les principes d’équité procédurale et de présomption d’innocence ».